# Neohipparchus vallata
Neohipparchus vallata är en fjärilsart som beskrevs av Butler 1878. Neohipparchus vallata ingår i släktet Neohipparchus och familjen mätare. Inga underarter finns listade i Catalogue of Life.